# Myrcia cordiifolia
Myrcia cordiifolia är en myrtenväxtart som beskrevs av Dc.. Myrcia cordiifolia ingår i släktet Myrcia och familjen myrtenväxter. Inga underarter finns listade i Catalogue of Life.